# Park Row

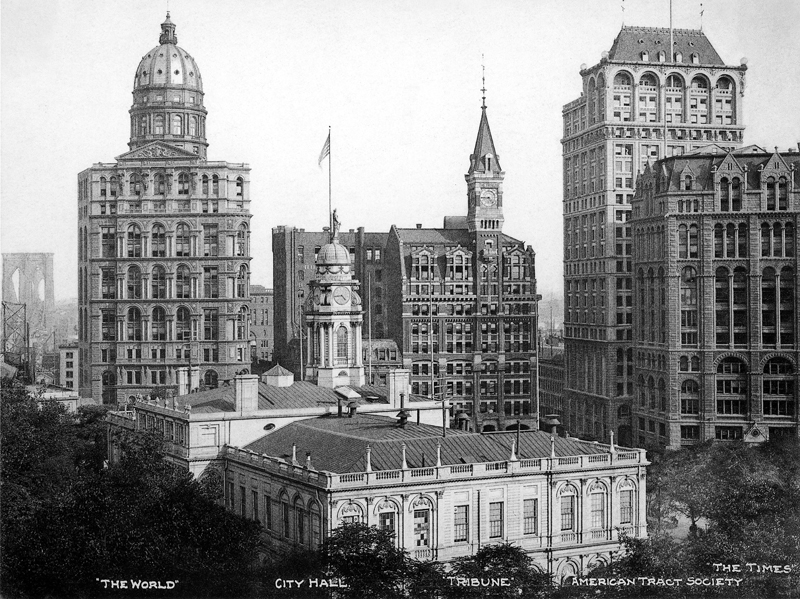
Newspaper row, rond 1906

Park Row is een straat in de New Yorkse wijk Lower Manhattan, vroeger werd de straat Chatham Street genaamd. De straat loopt van de St. Paul's Chapel aan Broadway in het zuidwesten naar de oprit van de Brooklyn Bridge in het noordoosten. De straat stond rond 1900 bekend als de Newspaper Row, omdat bijna alle kranten van New York hun redactie hadden gevestigd in gebouwen aan Park Row, zodat ze dicht bij de gebeurtenissen in het stadhuis van New York zaten.
Op de rechter foto staat helemaal links op de achtergrond een van de pylonen van de Brooklyn Bridge. Rechts daarvan staat het New York World Building (met de koepel), ook bekend als het Pulitzer Building. In dit gebouw was de krant de New York World ondergebracht. Het gebouw is gesloopt en tegenwoordig begint de oprit van de Brooklyn Bridge hier. Het werd ontworpen door George Browne Post die ook het St. Paul Building ontwierp, dat aan het westelijke einde van Park Row stond. Rechts van het New York World Building staat het New York Tribune Building (met de spits) van de New York Tribune. Tegenwoordig staat hier het Pace Plaza complex van de Pace University. Op de voorgrond staat het stadhuis van New York.
The New York Times was in 1851 gevestigd op 113 Nassau Street. In 1854 verhuisde de krant naar 138 Nassau Street, en in 1858 verhuisde de krant, dit keer meer dan één blok, naar 41 Park Row, waardoor The New York Times de eerst krant van New York werd die gevestigd was in een speciaal krantengebouw.
Aan Park Row staat een van de oudste wolkenkrabbers ter wereld, het Park Row Building. Het gebouw is gelegen aan de zuidwestelijke zijde van Park Row, tegenover het City Hall Park. Met zijn hoogte van 119 meter was het het hoogste kantoorgebouw ter wereld van 1899 tot 1908, toen het Singer Building werd gebouwd. 
Het hoofdkantoor van het New York City Police Department is gehuisvest in One Police Plaza aan de noordoostzijde van Park Row, tegenover het Manhattan Municipal Building.

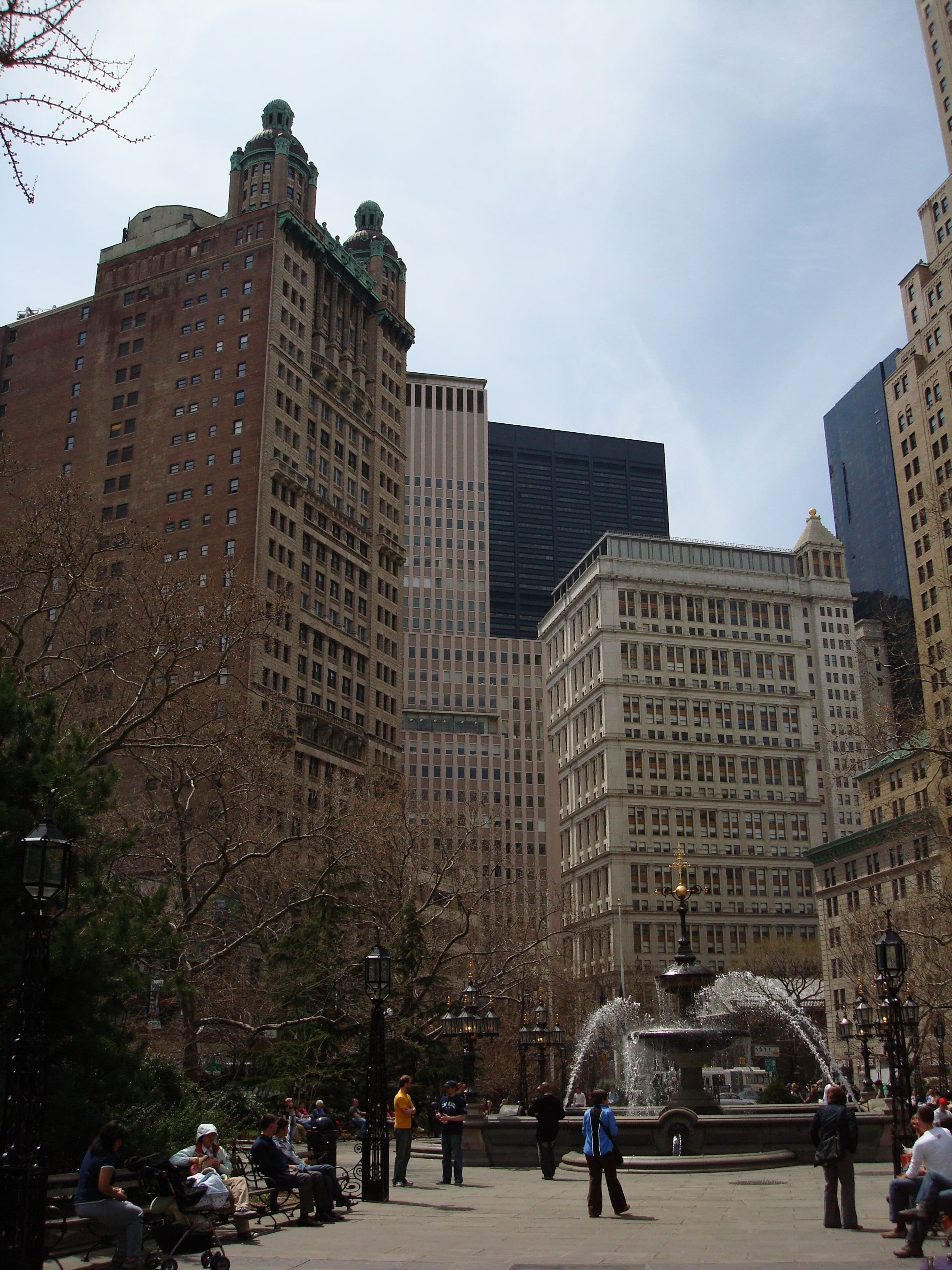
Zuidwesten van Park Row met links het Park Row Building
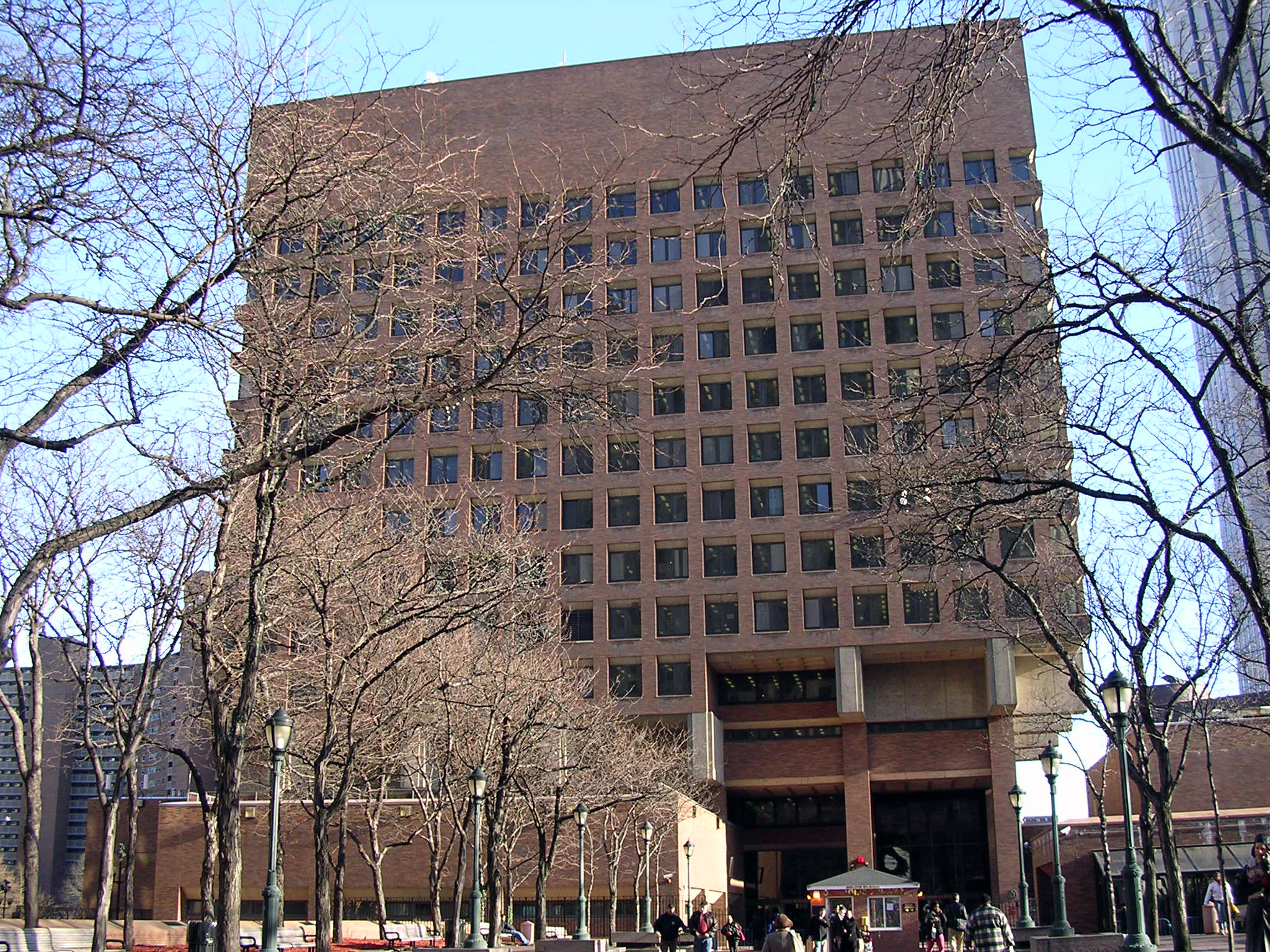
One Police Plaza